# Avenida Club Hípico
Avenida Club Hípico es una arteria vial ubicada en la ciudad de Santiago de Chile, cuyo trazado atraviesa las comunas de Santiago y Pedro Aguirre Cerda.

## Historia
El nombre de la calle se debe a que esta ruta antiguamente unía el barrio República con el Club Hípico de Santiago, su trazado iba paralelo al camino de Padura en los terrenos homónimos, con el pasar de los años esta área fue absorbida por la urbanización, convirtiendo la calle Club Hípico en una avenida de la capital chilena. Ya en el siglo XXI, las casas ubicadas en el sector norte de la calle presentan huertos urbanos en sus fachadas.